# Укрферрі
ТОВ Суднопла́вна компа́нія «Укрферрі» — українська приватна судноплавна компанія зі штаб-квартирою в Одесі, що надає послуги з перевезення вантажів та пасажирів морським флотом в акваторії Чорного моря. Має статус національного перевізника. Член Асоціації Судновласників України.

## Історія
- Жовтень 1995 — заснована судноплавна компанія «Укрферрі».
- Грудень 1996 — компанією відкрита поромна лінія Україна — Грузія.
- Літо 1997 — у Франції придбано автомобільно-пасажирський пором «Каледонія».
- Листопад 1998 — початок здійснення регулярних вантажопасажирських перевезень на лінії Одеса — Стамбул (Туреччина).
- Травень 2001 — відкрито нову залізнично-автомобільну поромну лінію Іллічівськ — Дериндже (Туреччина).
- Березень 2006 — початок здійснення регулярних вантажопасажирських перевезень на лінії Одеса — Стамбул (Туреччина) поромом «Південна Пальміра».
- Березень 2009  — компанія інвестувала кошти в будівництво залізничного поромного терміналу в порту Керч, організувала і здійснювала регулярні перевезення поромною переправою Керч — Поті / Батумі до липня 2012 року.
- У період з 1995 по 2010 роки судна СК «Укрферрі» неодноразово виконували спецрейси з перевезень миротворчих контингентів України в ряд країн Європи, Азії та Африки.

## Структура
Агентства-партнери компанії в Україні  :
- Інтерфері (Чорноморськ)
- Феррітранссервіс (Чорноморськ)
- ЄАТК Україна (Одеса)
- Укрферрі-Тур (Одеса, Київ)

Закордонні агентства-партнери компанії:
- Навіспед АД (Варна, Болгарія)
- Інчкейп Шіпінг Сервісес (Стамбул, Туреччина)
- «U&G Agency» LLC (Тбілісі, Батумі, Поті — Грузія)

## Флот
Флот під менеджментом компанії представлений автомобільно-залізничними / пасажирськими поромами:
- «Грейфсвальд»
- «Каунас»
- «Вільнюс»

## Діяльність
Мережа поромних ліній компанії забезпечує автомобільно-залізничне поромне сполучення Північ-Південь і Схід-Захід за такими напрямками:
- Чорноморськ (Україна) — Варна (Болгарія)
- Чорноморськ (Україна) — Поті / Батумі (Грузія)
- Варна (Болгарія) — Батумі (Грузія)
- Чорноморськ (Україна) — Гайдарпаша (Туреччина)

Туристична компанія «Укрферрі-Тур» здійснює організацію круїзів по всьому світі, ведучи співпрацю з провідними круїзними компаніями. Компанія також здійснює прийом круїзів в порту Одеси.